# Дем'яненко Марія Яківна
Марія Яківна Дем'я́ненко (27 квітня 1920, за іншими даними — 11 березня 1921, селище Березна, нині смт Менського району Чернігівської області — 10 квітня 2004, Київ) — українська мовознавиця. Має Орден «За мужність» 3-го ступеня (1999). Учасниця Другої світової війни. 

## Життєпис
Навчалась у Харківському інституті іноземних мов, закінчила 1-й Московський педагогічний інститут іноземних мов (1941), навчалась у Військовому інституті іноземних мов.  
Працювала в Головному розвідувальному управлінні Генштабу Червоної Армії; 1944—1950 — референткою-перекладачкою в Українському товаристві культурного зв’язку за кордоном; 1951—1992 — у Київському університеті: доцентка кафедри романської філології.  
Наукові дослідження стосуються проблем теоретичної та експериментальної фонетики французької мови; зіставної фонетики французької, російської, української мов; методики викладання іноземної мови. 

## Праці
- Вступний курс фонетики французької мови. 1971;
- Основы общей методики обучения иностранным языкам. Теоретический курс: Пособ. 1971; 1984;
- Pour parler français. 1997 (усі — у співавт.);
- Сучасна французька вимова. Теорія і практика: Навч. посіб. 2004; усі — Київ.